# Koluchstyl

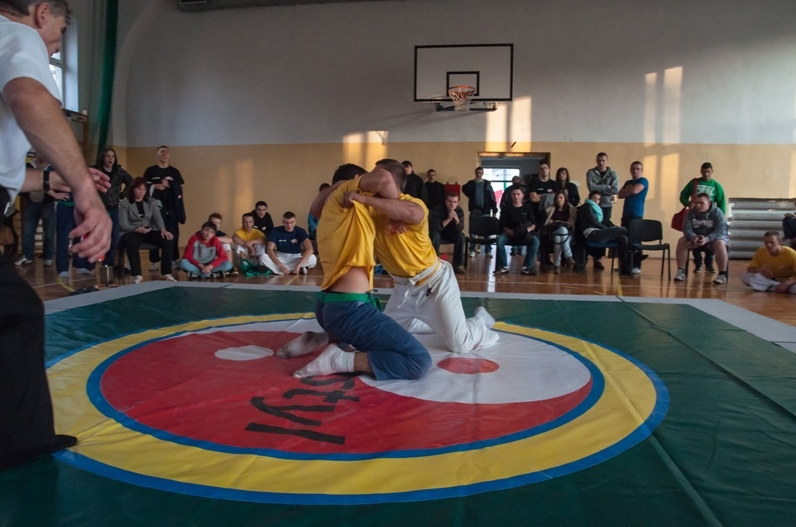
Zawody

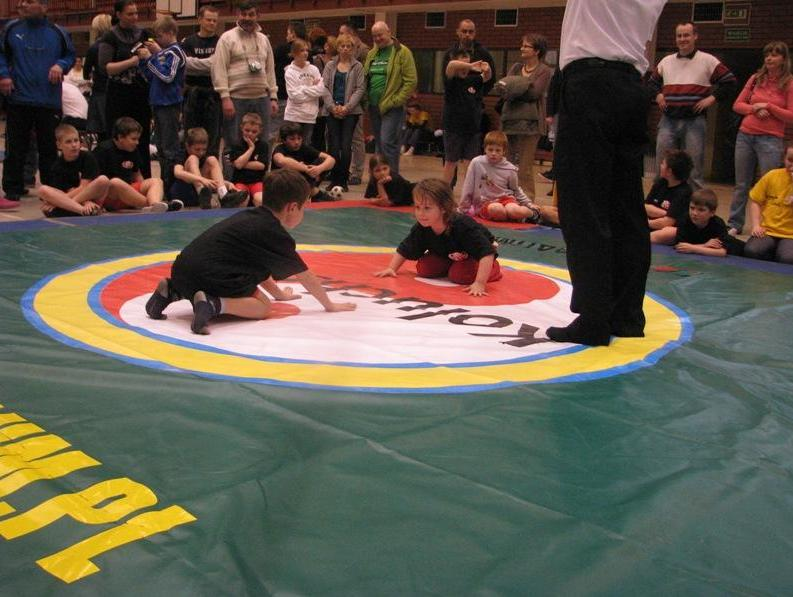
Turniej pokazowy dzieci

Koluchstyl – sztuka walki bazująca na sumo i ju-jitsu stworzona na początku XXI wieku w Polsce. Twórcą dyscypliny jest ekspert sztuk walk Wiesław Koluch. Nazwa sztuki walki pochodzi od nazwiska założyciela.
Dyscyplina rozpowszechniła się w różnych krajach i uprawiana jest między innymi przez dzieci i dorosłych z Indonezji, Rosji, Europy czy z niektórych krajów Afryki.

## Historia
Jak twierdzi sam autor zasad dyscypliny koncepcja utworzenia nowej sztuki walki zrodziła się jeszcze w 2005 roku. Popularność zyskała jednak po pierwszych Mistrzostwa Polski, które odbyły się w maju 2009 roku.
W 2014 roku powstała Światowa Organizacja Koluchstyl, której prezydentem jest Wiesław Koluch, a honorowym prezydentem jest Aleksandr Miedwied, trzykrotny mistrz olimpijski, siedmiokrotny mistrz świata w zapasach.
W II MŚ w 2015 roku uczestniczyły osoby z 37 państw w tym m.in. z Polski, Łotwy, Litwy, Rosji, Ukrainy, Kirgistanu, czy Gruzji. W tym samym roku Koluchstyl trafił do Indonezji. W 2016 roku odbyły się I Mistrzostwa Azji, które odbywały się w stolicy Indonezji, w Dżakarcie.
III MŚ odbyły się ze wsparciem Międzynarodowej Federacji Zapaśniczej i równolegle do World Games 2017 we Wrocławiu, ale sam Koluchstyl nie pojawił się jako oficjalna dyscyplina World Games. W 2017 roku odbyły się również Mistrzostwa Polski, w których walczyli zawodnicy 23 klubów.
W 2018 roku odbyły się 10 Jubileuszowe Mistrzostwa Polski. Reprezentanci kadry narodowej wzięli później udział w II Otwartych Mistrzostwach Azji w Koluchstyl, które zostały rozegrane w czasie Igrzysk Azjatyckich w Dżakarcie.
Od 2022 odbywają się mistrzostwa służb mundurowych w Koluchstyl.
W 2023, przed IV Międzynarodową Galą Medal Serce Ziemi odbył się Międzynarodowy Kongres Koluchstyl.
W 2024 roku w Ułan Bator rozegrane zostaną IV Mistrzostwa Świata w Koluchstyl.

## Zasięg dyscypliny

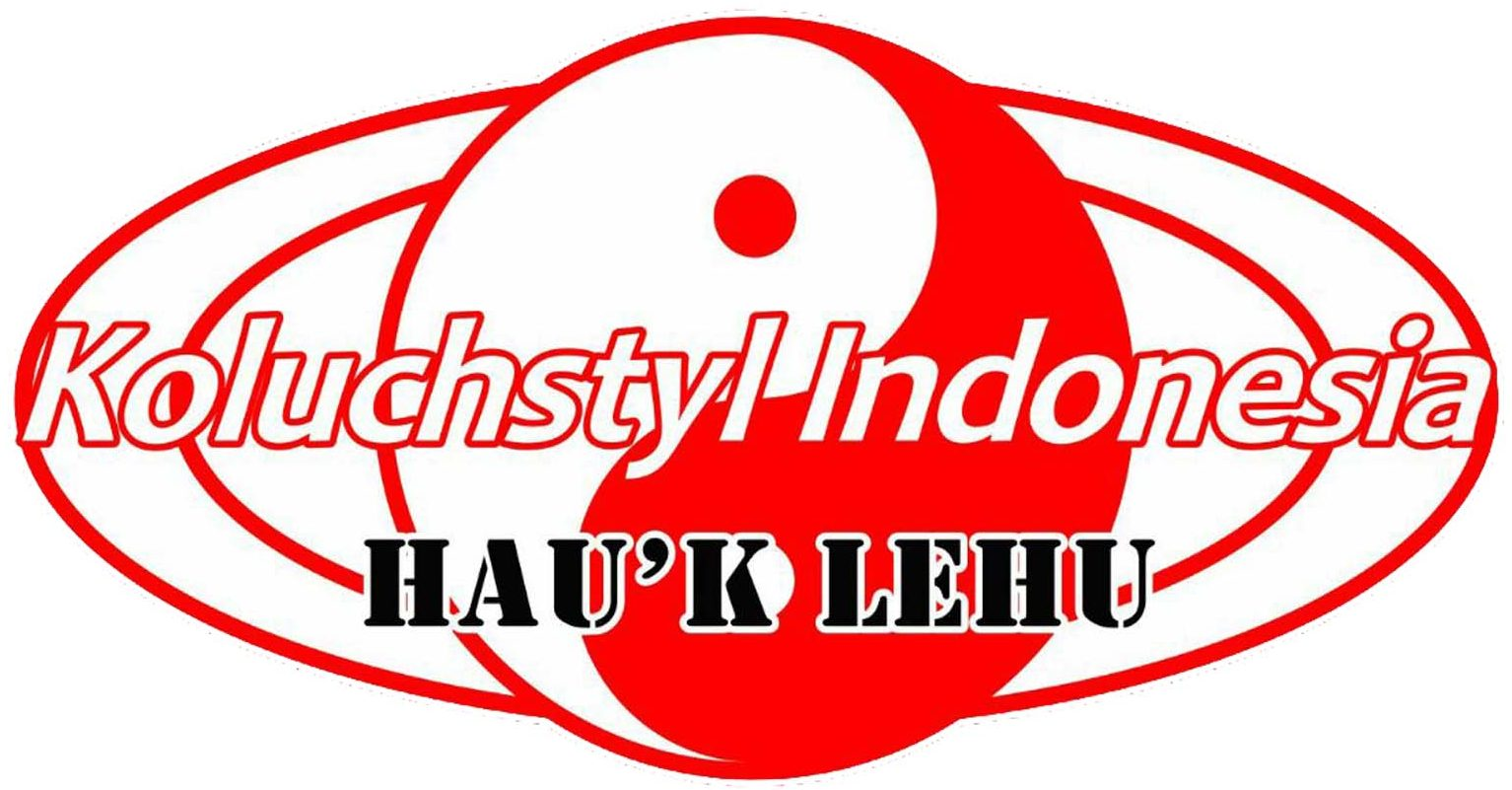
Logo Koluchstyl Indonesia

Największy turniej Koluchstyl pod względem ilości uczestników organizowany jest cyklicznie w Polsce w Kleosinie, gdzie przez 2 dni na trzech matach walczą dzieci z lokalnych szkół. W 2017 roku w ramach Młodzi Wojownicy Podlasia w Koluchstyl rywalizowało około 1000 dzieci.
Dyscyplina rozprzestrzeniła się poza granice Polski w tym do Afryki. W Indonezji działają różne organizacje zrzeszające osoby trenujące Koluchstyl.
Polska dyscyplina pojawiła się na różnych imprezach międzynarodowych: TAFISA 2012 (Litwa), World Combat Games 2013 (Rosja), TAFISA 2016 (Indonezja), World Games Plaza 2017 (Polska).

## Styl walki
Koluchstyl jest sztuką walki, którą zawodnicy trenują w dwóch formach – sportowej (walka w parterze) i bojowej (samoobrona z wykorzystaniem broni takich jak pałka, kij czy nóż).
W zawodach biorą udział zawodnicy uprawiający również takie dyscypliny jak: judo, zapasy, jujitsu, sumo, sambo, mma, grapling, bjj, karate, taekwondo.

## Walka sportowa

### Miejsce walki – mata
Walka sportowa w Koluchstyl odbywa się na macie o średnicy koła: 230 cm dla dzieci i młodzieży do lat 16 oraz 280 cm dla zawodniczek i zawodników powyżej 16 roku życia.

### Ubiór zawodnika
Ubiór składa się z koszulki z krótkim rękawem t-shirt w kolorze żółtym, białym, granatowym lub czarnym, spodni od judo lub karate w kolorze niebieskim lub białym, obwiązane pasem do sztuk walki. Ze względów higienicznych obowiązkowe są skarpety w kolorze białym.

### Pasy i stopnie
Oficjalny regulamin podaje 3 rodzaje stopni: uczniowskie KYU, mistrzowskie DAN oraz honorowe DAN. Ze stopniami powiązanych jest 6 pasów:
- Żółty – 5 KYU dla dzieci i młodzieży do 15 roku życia;
- Pomarańczowy – 4 KYU;
- Zielony – 3 KYU;
- Niebieski – 2 KYU;
- Brązowy – 1 KYU;
- Czarny – I DAN do V DAN.

### Zasady walki[37]
W sportowej formie zawodnicy walczą tylko w parterze, przynajmniej jedno kolano musi dotykać podłoża maty. Walka składa się z trzech rund jednominutowych, do dwóch rund wygranych. Przerwy między rundami wynoszą 15 sekund.
Zawodnicy w Koluchstyl stosują około 100 technik – duszenia, dźwignie na wszystkie stawy rąk i nóg (także dźwignie na palce dłoni – minimum uchwyt za 3 palce), przerolowania zawodnika poza koło, wyniesienia i trzymania (trzymania trwają 10 sekund i zawodnik może zostać unieruchomiony na plecach, brzuchu lub boku).
Każda runda może zakończyć się na różne sposoby m.in. poprzez odklepanie, wypchnięcie poza koło, trzymanie lub w przypadku upłynięcia pełnego czasu rundy, decyzją sędziów.
Dzieci i młodzież do 16 roku życia w czasie walki mogą stosować tylko techniki wypchnięć, trzymań, przerolowań i wyniesień. Zabrania się stosować dźwigni i duszeń.
Walka odbywa się w kole o średnicy 280 cm, lub w przypadku dzieci i młodzieży 230 cm.

### Kategorie wagowe (dotyczy Europy)
- Kobiety: 56 kg, 64 kg, 73 kg, +73 kg[37].
- Mężczyźni: 67  kg, 73 kg, 82 kg, 91 kg, 109 kg, +109 kg[37].